# Qishan (Kaohsiung)
Qishan (旗山區) is een district in het noordoosten van Kaohsiung, Republiek China (Taiwan). Tot aan de jaren 70 werd Qishan verbonden met de belangrijkste noord-zuid spoorlijn. Tegenwoordig is National Highway No. 10 de belangrijkste transportlink.